# Velika nagrada Bahrajna 2009
Velika nagrada Bahrajna 2009 je bila četrta dirka Svetovnega prvenstva Formule 1 v sezoni 2009. Odvijala se je 26. aprila 2009 na dirkališču Bahrain International Circuit pri Sakhirju. Zmagal je britanski dirkač Jenson Button z Brawn-Mercedesom, ki je s svojo tretjo zmago v tej sezoni še povečal vodstvo v dirkaškem prvenstvu, drugo mesto je osvojil Sebastian Vettel z Red Bull-Renaultom, tretji pa je bil Jarno Trulli s Toyoto, ki je štartal iz najboljšega štartnega položaja.

## Rezultati
‡ - dirkalniki opremljeni s sistemom KERS.

### Kvalifikacije
| Poz | Št | Dirkač               | Konstruktor          | 1. del   | 2. del   | 3. del   | Št. m. |
| --- | -- | -------------------- | -------------------- | -------- | -------- | -------- | ------ |
| 1   | 9  | Jarno Trulli         | Toyota               | 1:32,799 | 1:32,671 | 1:33,431 | 1      |
| 2   | 10 | Timo Glock           | Toyota               | 1:33,165 | 1:32,613 | 1:33,712 | 2      |
| 3   | 15 | Sebastian Vettel     | Red Bull-Renault     | 1:32,680 | 1:32,474 | 1:34,015 | 3      |
| 4   | 22 | Jenson Button        | Brawn-Mercedes       | 1:32,978 | 1:32,842 | 1:34,044 | 4      |
| 5   | 1‡ | Lewis Hamilton       | McLaren-Mercedes     | 1:32,851 | 1:32,877 | 1:34,196 | 5      |
| 6   | 23 | Rubens Barrichello   | Brawn-Mercedes       | 1:33,116 | 1:32,842 | 1:34,239 | 6      |
| 7   | 7‡ | Fernando Alonso      | Renault              | 1:33,627 | 1:32,860 | 1:34,578 | 7      |
| 8   | 3‡ | Felipe Massa         | Ferrari              | 1:33,297 | 1:33,014 | 1:34,818 | 8      |
| 9   | 16 | Nico Rosberg         | Williams-Toyota      | 1:33,672 | 1:33,166 | 1:35,134 | 9      |
| 10  | 4‡ | Kimi Räikkönen       | Ferrari              | 1:33,117 | 1:32,827 | 1:35,380 | 10     |
| 11  | 2‡ | Heikki Kovalainen    | McLaren-Mercedes     | 1:33,479 | 1:33,242 |          | 11     |
| 12  | 17 | Kazuki Nakadžima     | Williams-Toyota      | 1:33,221 | 1:33,348 |          | 12     |
| 13  | 5‡ | Robert Kubica        | BMW Sauber           | 1:33,495 | 1:33,487 |          | 13     |
| 14  | 6‡ | Nick Heidfeld        | BMW Sauber           | 1:33,377 | 1:33,562 |          | 14     |
| 15  | 8‡ | Nelson Piquet Jr.    | Renault              | 1:33,608 | 1:33,941 |          | 15     |
| 16  | 20 | Adrian Sutil         | Force India-Mercedes | 1:33,722 |          |          | 19     |
| 17* | 12 | Sébastien Buemi      | Toro Rosso-Ferrari   | 1:33,753 |          |          | 16     |
| 18  | 21 | Giancarlo Fisichella | Force India-Mercedes | 1:33,910 |          |          | 17     |
| 19  | 14 | Mark Webber          | Red Bull-Renault     | 1:34,038 |          |          | 18     |
| 20  | 11 | Sébastien Bourdais   | Toro Rosso-Ferrari   | 1:34,159 |          |          | 20     |

### Dirka
| Poz | Št | Dirkač               | Konstruktor          | Krogi | Čas/Odstop   | Št. m. | Toč |
| --- | -- | -------------------- | -------------------- | ----- | ------------ | ------ | --- |
| 1   | 22 | Jenson Button        | Brawn-Mercedes       | 57    | 1:31:48,182  | 4      | 10  |
| 2   | 15 | Sebastian Vettel     | Red Bull-Renault     | 57    | + 7,187 s    | 3      | 8   |
| 3   | 9  | Jarno Trulli         | Toyota               | 57    | + 9,170 s    | 1      | 6   |
| 4   | 1‡ | Lewis Hamilton       | McLaren-Mercedes     | 57    | + 22,096 s   | 5      | 5   |
| 5   | 23 | Rubens Barrichello   | Brawn-Mercedes       | 57    | + 37,779 s   | 6      | 4   |
| 6   | 4‡ | Kimi Räikkönen       | Ferrari              | 57    | + 42,057 s   | 10     | 3   |
| 7   | 10 | Timo Glock           | Toyota               | 57    | + 42,880 s   | 2      | 2   |
| 8   | 7‡ | Fernando Alonso      | Renault              | 57    | + 52,775 s   | 7      | 1   |
| 9   | 16 | Nico Rosberg         | Williams-Toyota      | 57    | + 58,198 s   | 9      |     |
| 10  | 8‡ | Nelson Piquet Jr.    | Renault              | 57    | + 1:05,149   | 15     |     |
| 11  | 14 | Mark Webber          | Red Bull-Renault     | 57    | + 1:07,641   | 18     |     |
| 12  | 2‡ | Heikki Kovalainen    | McLaren-Mercedes     | 57    | + 1:17,824   | 11     |     |
| 13  | 11 | Sébastien Bourdais   | Toro Rosso-Ferrari   | 57    | + 1:18,805   | 20     |     |
| 14  | 3‡ | Felipe Massa         | Ferrari              | 56    | +1 krog      | 8      |     |
| 15  | 21 | Giancarlo Fisichella | Force India-Mercedes | 56    | +1 krog      | 17     |     |
| 16  | 20 | Adrian Sutil         | Force India-Mercedes | 56    | +1 krog      | 19     |     |
| 17  | 12 | Sebastien Buemi      | Toro Rosso-Ferrari   | 56    | +1 krog      | 16     |     |
| 18  | 5‡ | Robert Kubica        | BMW Sauber           | 56    | +1 krog      | 13     |     |
| 19  | 6‡ | Nick Heidfeld        | BMW Sauber           | 56    | +1 krog      | 14     |     |
| Ods | 17 | Kazuki Nakadžima     | Williams-Toyota      | 48    | Pritisk olja | 12     |     |